# Nioeserre
Nioeserre was een farao uit de 5e dynastie, ook bekend als  Niuserre en Rathures (Manetho) en zijn troonnaam Ini. De naam Nioeserre betekent "in het bezit van Re's kracht".

## Biografie

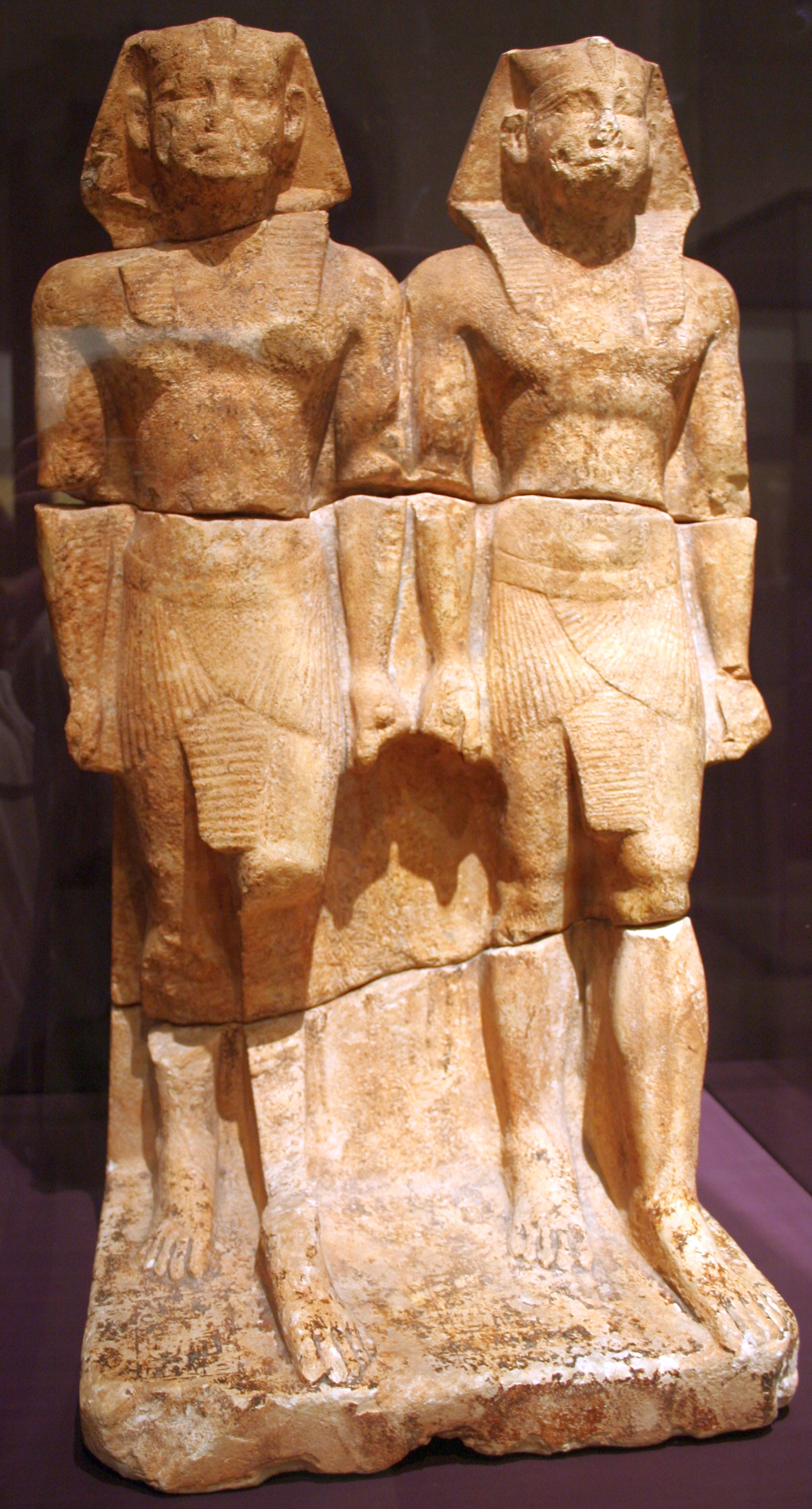
Dubbel beeld van farao Nioeserre
Beeldt Nioeserre af als jonge en oude man
SMAEK in München

Volgens Ian Shaw kwam de koning aan de macht nadat zijn broer en voorganger Neferefre overleed. Zijn ouders waren vermoedelijk Neferirkare en Chentkaoes II, de farao was getrouwd met Repoet-Neboe. Van het leven van de farao is weinig met zekerheid te zeggen. De man was actief in de Sinaï, zo blijkt uit enkele inscripties van hem. Waarschijnlijk was Nioeserre daar actief omdat er koper- en turquoisemijnen lagen. Ook zou hij gehandeld hebben in malachiet, mirre en elektrum.
Het bekendst is Nioeserre om zijn bouwwerken. Na het overlijden van zijn broer liet hij de beginselen van de piramide van Neferefre ombouwen tot een grote graftempel. Deze piramide stond in Abusir tussen die van Sahoere en van Neferirkare. Zijn vrouw werd vlakbij begraven. Ook was de farao de man die de Zonnetempel van Nioeserre bouwen, deze tempel noemde hij: "Vreugde van Ra". De graftempel van onder anderen Chnoemhotep, Nianchchnoem en Ty ten slotte was ook gebouwd in opdracht van Nioessere. Nioessere heeft ongeveer 30 jaar geregeerd. Er zijn verschillende theorieën over het jaar van zijn dood, maar vermoedelijk was dat in 2414 v. Chr.

### Datering
In het werk van Manetho regeert Nioeserre 44 jaar, maar waarschijnlijk is dit niet correct. Een andere bron, de koningslijst van Turijn, is helaas op die plek beschadigd, maar volgens de geleerden heeft de farao 24 jaar geregeerd over Egypte. Volgens Kim Ryholt, een Deense egyptoloog, zijn de mogelijkheden uit de Turijnse koningslijst zeker geen 24 jaar maar 11 tot 14, 21 tot 24 en 31 tot 34 jaar. Recentelijk is een afbeelding van Nioeserre ontdekt die zijn Heb-Sed-festival-feest viert, in zijn zonneheiligdom. Een regering van 30 jaar is vanuit de wetenschappelijke wereld gesuggereerd. Een andere Egyptoloog, de Tsjech Miroslav Verner, vermeldt dat Nioeserre wel langer dan dertig jaar heeft geregeerd. Dit haalt hij uit de bouwactiviteiten van de koning.

## Bouwwerken
- Piramide van Neferefre
- Piramide van Nioeserre
- Zonnetempel van Nioeserre
- Graftempel van Chnoemhotep en Nianchchnoem
- Graftempel van Ty

## Verder lezen
- Touregypt.net